# Візуально-оптичний і вимірювальний контроль
Візуально-оптичний і вимірювальний контроль — візуальний контроль із застосуванням оптичних засобів і засобів вимірювань.

## Загальний опис
Дефекти, що діагностуються, і відхилення від заданої геометричної форми, виявлені при візуальному контролі, підлягають вимірюванню за допомогою різних вимірювальних інструментів і візуально-оптичних приладів. Для вимірювання малих дефектів використовуються стандартні вимірювальні інструменти, застосовувані в машинобудуванні: лінійки, рулетки, штангенциркулі, глибиноміри, струни, схили, шаблони та ін. Вимірювання малих дефектів повинно здійснюватися у відповідності з РД 03-606-03 «Інструкція з візуального і вимірювального 'контролю». З огляду на те, що понад 95 % всіх дефектів металоконструкцій виникає в зварних з'єднаннях, в РД детально розглянуті види дефектів швів і методика їх вимірювання. При цьому нарівні зі стандартними передбачається використання спеціальних інструментів, наприклад, універсальному шаблону зварника УШС-3, штангенциркуля ШЦ-1 з опорою та ін. Точність вимірювання за допомогою перерахованих інструментів у середньому становить половину ціни поділки вимірювальної шкали.
Застосування оптичних засобів дозволяє істотно розширити межі природних можливостей людського зору: проводити вимірювання з більш високою точністю, виявляти більш дрібні дефекти, здійснювати контроль в недоступних для людини місцях закритих конструкцій. Залежно від збільшення роздільна здатність при цьому може досягати 1 … 5 мкм.

## Прилади для візуально-оптичного контролю
Прилади для візуально-оптичного контролю поділяються на три групи:
• для контролю об'єктів на близькій відстані (лупи, мікроскопи);
• для контролю віддалених об'єктів (зорові труби, біноклі, телескопи);
• для контролю закритих об'єктів (ендоскопи).
Лупи використовуються для контролю об'єктів на близькій відстані при невеликому збільшенні (2х … 20х). Чим більше збільшення, тим менше фокусна відстань і поле огляду. Тому оглядовими називають лупи з малим збільшенням — до 2х … 4х.
Для контролю малих зон і оцінки характеру і розмірів виявлених дефектів застосовують вимірювальні лупи зі збільшенням до 8х … 20х. Щоб домогтися хроматичної корекції (виключення кольорового облямівки), лупи з таким збільшенням виготовляють складовими. Їх зазвичай склеюють з двох або трьох лінз, виготовлених з різних сортів оптичного скла. Багато моделей сучасних луп додатково забезпечуються освітлювачами від пальчикових батарейок.
Мікроскоп є складним оптичним багатолінзовим пристроєм для спостереження елементів, не видимих неозброєним оком. Мікроскоп має регулювання оптичних властивостей і дасть можливість отримати якісне зображення зі збільшенням до 2000х. Мікроскопи з великим збільшенням є, як правило, стаціонарними. Для цілей діагностики при візуально-оптичному контролі застосовують переносні мікроскопи, що мають спрощену конструкцію і встановлюються безпосередньо на контрольований об'єкт. Їх збільшення зазвичай не більше 100х, а габаритні розміри і маса значно менше стаціонарних мікроскопів.
Як для луп з великим збільшенням, так і для мікроскопів глибина різкості зменшується, проведення контролю з їх допомогою ускладнюється і вимагає більше часу для фокусування зображення (пошуку відстані найкращого бачення). Тому мікроскопи використовують в основному для визначення характеру і вимірювання дефектів, виявлених раніше будь-яким іншим методом контролю.
Основними параметрами мікроскопів, що визначають область їх застосування поряд зі збільшенням є: величина поля зору; робоча відстань мікроскопа (від об'єктива до предмета); ціна ділення шкали окулярного мікроскопа (~ 0,01 … 0,005 мм); наявність, марка і потужність освітлювача; габарити і маса приладу.
Якщо доступ до контрольованої частини виробу утруднений або виріб знаходиться далі відстані найкращого зору, для проведення візуально-оптичного контролю застосовують телескопи, підзорні труби, біноклі, перископи та інші оптичні прилади. Для контролю внутрішніх поверхонь і виявлення дефектів у важкодоступних місцях використовують промислові ендоскопи.
Для вимірювання великих дефектів, лінійних розмірів об'єкта і відхилення його від заданої геометричної форми використовують геодезичні оптико-електронні та лазерні прилади. У процесі технічної діагностики найчастіше застосовують далекоміри, нівеліри, теодоліти і тахеометри.